# JSSW
JSSW es el acrónimo de "satélite técnico experimental", en chino simplificado: 技术实验卫星, en pinyin: JìShù  Shíyàn  Wèixīng. Hace referencia a una serie de seis satélites experimentales desarrollados y lanzados por China entre 1973 y 1976. No hay información precisa disponible sobre este programa espacial, pero es probable que su objetivo era el desarrollo de satélites electrónicos de escucha. La serie a veces también se conoce como 长空, en pinyin Chang Kong, que significa  Gran Cielo, abreviado CK.

## Historia

### Antecedentes
El desarrollo de los satélites JSSW se lleva a cabo a principios de la década de 1970. Un período turbulento en la historia de China, la Revolución Cultural estaba en pleno apogeo. China acaba de lanzar con éxito sus dos primeros satélites con un lanzador ligero Larga Marcha 1.  A raíz de este éxito, la Comisión Militar, que lidera el programa espacial chino y está bajo la influencia de izquierdistas, dirigida por Lin Biao, 林彪, decide en 1970 iniciar un programa de 5 años de 1971 a 1976, el proyecto 701. Es particularmente poco realista, prevé el desarrollo de 8 lanzadores y 14 satélites durante este período. Este programa se ve rápidamente interrumpido por la agitación política de principios de la década de 1970, que culminó con la muerte de Lin Biao. Por razones que no se explicaron completamente, dos lanzadores con capacidades parecidas, menos de 2 toneladas en órbita baja, se desarrollan en paralelo. Por un lado el cohete Larga Marcha 2 del CALT de Beijing que había desarrollado el Larga Marcha 1 y por otro lado el cohete Feng Bao 1, tormenta en china, (FB-1) por un nuevo instituto en Shanghái que luego se convirtió en la Academia de Tecnología de Vuelo Espacial de Shanghái (SAST). El primer vuelo suborbital del cohete FB-1 tuvo lugar el 10 de agosto de 1973.

### Desarrollo y lanzamientos
El desarrollo del programa JSSW comenzó a principios de la década de 1970. Aunque las características de estos satélites no se conocen con precisión, es quizás el primer intento chino de desarrollar un satélite de escucha electrónica. en ese momento un tema dominante de los desarrollos espaciales militares en los Estados Unidos y la Unión Soviética. Los dos primeros ejemplares del JSSW, lanzadas el 18 de septiembre de 1973 y el 14 de julio de 1974, sufrieron un fallo del cohete Feng Bao 1. La tercera prueba logra colocar JSSW 1 en una órbita baja de 184 km × 452 km con una inclinación orbital de 69°. Los funcionarios chinos no proporcionan ninguna información sobre el propósito del satélite: simplemente indican que es una contribución a los preparativos para la guerra. Este discurso reflejó las tensas relaciones de China con sus vecinos en ese momento. El satélite vuelve a entrar en la atmósfera 50 días después. La historia oficial subraya la precisión lograda por la órbita JSSW que podría indicar que los JSSW eran satélites de vigilancia oceánica, responsables de detectar la posición de las flotas de los países adversarios. Entre 1975 y 1976 se lanzaron otros tres satélites, dos de los cuales se lanzaron con éxito sin que las autoridades chinas proporcionaran nueva información en ese momento.

## Características técnicas
A pesar de la apertura del régimen chino en las últimas décadas, las características técnicas del satélite son prácticamente desconocidas. Quizás debido a que ser desarrollado por la facción favorecida por la banda de los cuatro. El satélite tendría una masa de aproximadamente 1100 kg. Una fotografía tomada en la fábrica de Shanghái donde se realizó el satélite muestra un artefacto en forma de cono de 2,5 metros con un diámetro de 1,7 metros cubiertos con células solares de 1x2 cm probablemente sería un JSSW.

## Historial de lanzamientos
Todos los satélites de la serie fueron puestos en órbita por un cohete Feng Bao 1 disparado desde la plataforma de lanzamiento de Jiuquan .
| designación | Fecha de lanzamiento     | Orbita perigeo × apogeo; inclinación | Fecha de reingreso a la atmósfera | ID de Cospar | Comentario        |
| ----------- | ------------------------ | ------------------------------------ | --------------------------------- | ------------ | ----------------- |
| JSSW 1a     | 18 de septiembre de 1973 |                                      |                                   |              | fallo al despegue |
| JSSW 1b     | 12 de julio de 1974      |                                      |                                   |              | fallo al despegue |
| JSSW 1      | 26 de julio de 1975      | 184 km × 452 km; 69°                 | 14 de septiembre de 1975          | 1975-070A    |                   |
| JSSW 2      | 16 de diciembre de 1975  | 187 km × 380 km; 69°                 | 25 de enero de 1976               | 1975-119A    |                   |
| JSSW 3      | 30 de agosto de 1976     | 198 km × 2113 km; 69,1°              | 25 de noviembre de 1978           | 1976-087A    |                   |
| JSSW x      | 10 de noviembre de 1976  |                                      |                                   |              | fallo al despegue |